# San Ildefonso Amatlán
San Ildefonso Amatlán es una localidad del estado mexicano de Oaxaca. Es cabecera del municipio de San Ildefonso Amatlán.

## Demografía
| Censo | Población |
| ----- | --------- |
| 1900  | 527       |
| 1910  | 518       |
| 1921  | 423       |
| 1930  | 465       |
| 1940  | 547       |
| 1950  | 666       |
| 1960  | 699       |
| 1970  | 850       |
| 1980  | 947       |
| 1990  | 1128      |
| 1995  | 1062      |
| 2000  | 922       |
| 2005  | 804       |
| 2010  | 883       |
| 2020  | 887       |